# Бодериц
Бо́дериц (нем. Boderitz; серболужицкое наименование — Бо́дрицы (По́дрицы) в.-луж. Bódricy, Podricy) — сельский населённый пункт в городских границах Эльстры, район Баутцен, федеральная земля Саксония, Германия.

## География
Находится северо-западнее Эльстры на автомобильной дороге S105 (участок Эльстра — Хазельбахталь). Западнее населённого пункта находится лесной массив, в котором расположен холм Кельбергер (Kälberger) высотой 363 метров.
Соседние населённые пункты: на севере — деревня Вола (Валов, в городских границах Эльстры), на юго-востоке — Эльстра, на юге — деревня Оссель (Вослин, в городских границах Каменца) и на северо-западе — деревня Велька (Вельков, в городских границах Эльстры).

## История
Впервые упоминается в 1420 году под наименованиями «Poderitz». В 1950 году деревня вошла в городские границы Эльстры.
Исторические немецкие наименования:
- Poderitz, 1420
- Boderitz, 1503
- Poderich, 1732
- Podritz, 1791
- Boderitz, 1800

## Население
| 1834 | 1871 | 1890 | 2011 | 2015 |
| ---- | ---- | ---- | ---- | ---- |
| 36   | 44   | 35   | 49   | 48   |